# Українська промислова енергетична компанія
«Українська промислова енергетична компанія» («УПЕК») — індустріальна група, що поєднує «Харверст», Лозівський ковальський-механічний завод (ЛКМЗ), Харківський підшипниковий завод («ХАРП»), Харківський електротехнічний завод "Укрелектромаш", Харківський станкобудівний завод "Харверст", Українську ливарну компанію, (все — Харківська область) і ряд інших підприємств.
Президентом «УПЕК» є колишній депутат Верховної Ради Гіршфельд Анатолій Мусійович.